# 手向廃寺
手向廃寺（とうげはいじ）は岐阜県恵那市山岡町上手向にある奈良時代の寺院址。山岡廃寺、長楽廃寺とも呼ばれる。宗派や本尊等は不明である。
この台地は古くから畑として耕作されていた。布目瓦の破片が多く散布されていた地であったが、耕作の度に大きな物は畑の一隅に集められ、塚の様になっていたが、耕作の妨げになるとして車に積んで川に捨ててしまった。太平洋戦争の終戦後は古代史に注意が向いていない時代であって、誠に惜しいことである。
昭和40年（1965年）、道路の拡張工事に伴い古代の布目瓦が発見されたため、発掘調査が行われて見出された。正確な創建は不詳であるが、出土遺物から8世紀前半に遡る寺院であるとみられる。
遠山荘の手向郷(淡気郷)の中心であった古市場の台地上に所在することや、寺院の形式が恵那市正家にある正家廃寺と異なることから、この寺院を建立した勢力は、正家廃寺を建てた勢力と恵那郡を二分していたと考えられている。廃絶時期は不明。
昭和52年（1977年）に恵那市の文化財に指定された。
昭和61年（1986年）に追加の発掘調査が行われた。2020年現在寺院跡は主に畑となっている。
出土遺物は布目の平瓦、筒瓦が主で、軒丸瓦などがあるが、完全な軒丸瓦は無いので、その時代や様式を知ることはできない。
礎石はわずかしか見つかっておらず、基壇や掘立柱建物状、溝などがあったことが分かっているが、遺跡全体が発掘されておらず、伽藍配置は不明である。